# Mistrzostwa Polski w piłce siatkowej mężczyzn (1948)
Mistrzostwa Polski w piłce siatkowej mężczyzn 1948 – 13. edycja rozgrywek o mistrzostwo Polski w piłce siatkowej mężczyzn. Rozgrywki miały formę turnieju rozgrywanego w Toruniu.

## Klasyfikacja końcowa
| Miejsce | Drużyna      |
| ------- | ------------ |
| 1.      | AZS Wrocław  |
| 2.      | SKS Warszawa |
| 3.      | AZS Warszawa |
| 4.      | AZS Lublin   |